# Margon-Haus

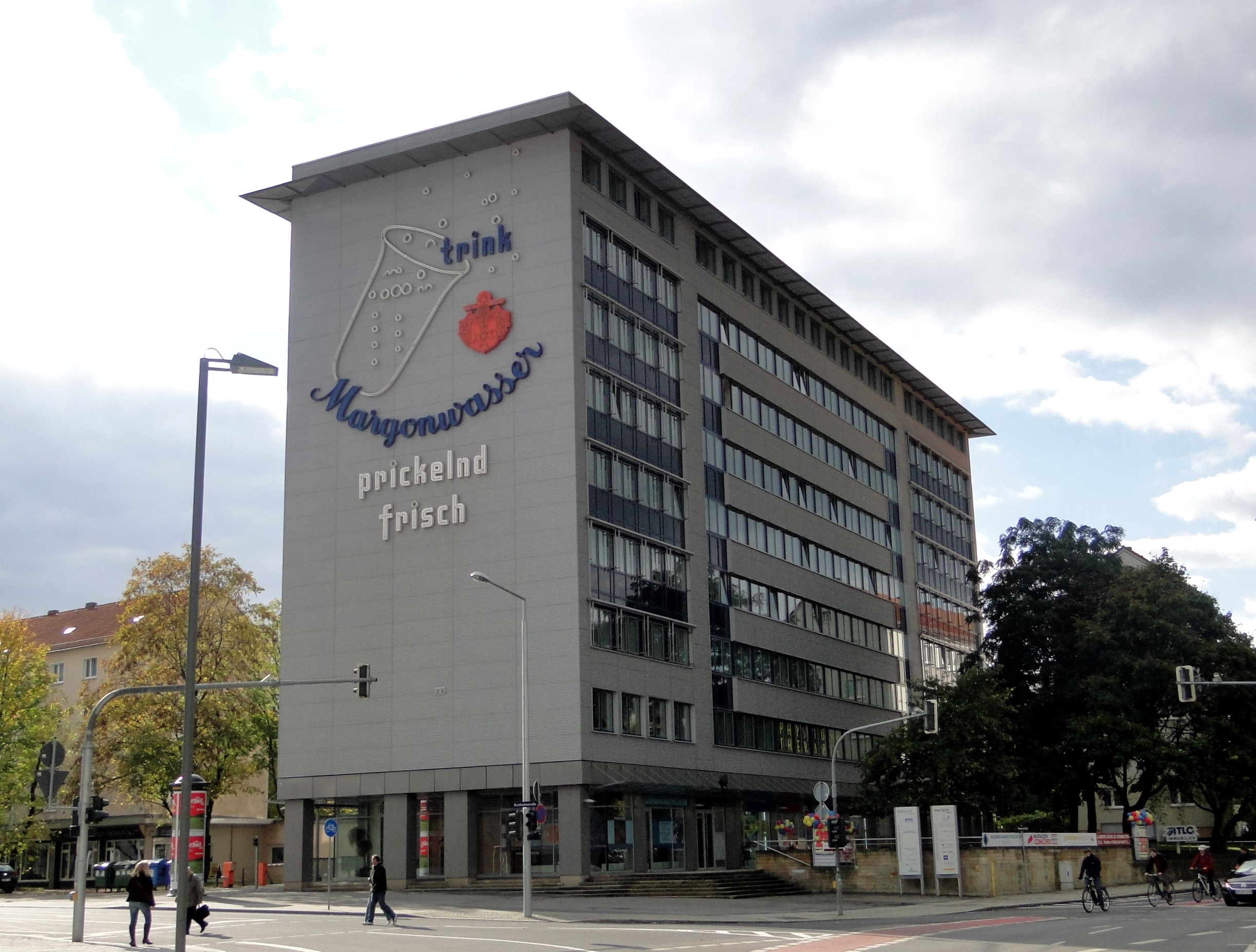
Das Margon-Haus, 2009

Das Margon-Haus ist ein Bürohochhaus in Dresden. Es befindet sich in der Seevorstadt-West auf der Budapester Straße 5. Der neungeschossige Bau bildet den Abschluss der fünfgeschossigen Wohnbebauung nach dem Dippoldiswalder Platz und befindet sich gegenüber der Centrum-Galerie.

## Beschreibung

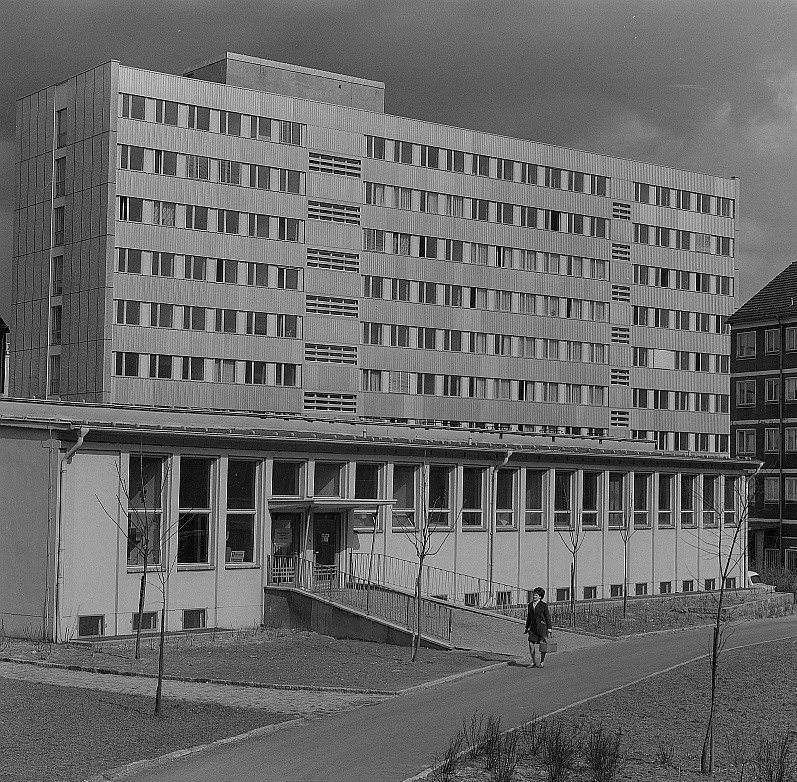
Gebäuderückansicht 1966, damals Wirtschaftsrat des Bezirkes Dresden

Der Gebäudekomplex wurde 1966 unter der städtebaulichen Leitung des Architekten Hans Konrad nach Entwürfen der Architekten Gerhard Müller und Hans-Georg Bedrich als Verwaltungsgebäude für den Wirtschaftsrat des Bezirkes Dresden errichtet. Der Bau erfolgte mittels Fertigteilen in Montagebauweise. Er erhielt eine vorgehängte Aluminiumfassade; die Gebäudegiebel wurden mit Waschbetonplatten verkleidet. In dem Bürogebäude fanden 469 Arbeitnehmer Platz.
Nach der politischen Wende in der DDR diente das Gebäude temporär als sächsisches Wirtschaftsministerium. Heute wird es von verschiedenen Firmen als Bürogebäude genutzt.

### Margon-Leuchtreklame
Seinen heutigen Namen erhielt das Gebäude von einer am östlichen Giebel angebrachten Leuchtreklame für Margonwasser. Die Installation befand sich ursprünglich an der teilausgebauten Ruine des Hotels Excelsior an der Prager Straße und wurde nach dessen Abriss 1967 an dem Neubau angebracht. Sie zeigt ein halbvolles Glas sprudelndes Wasser mit dem Slogan trink Margonwasser – prickelnd frisch. Im Jahr 1998 wurde sie unter Denkmalschutz gestellt. Während der Sanierung des Gebäudes von 1999 bis 2002 durch die TLG Treuhand Liegenschaftsgesellschaft setzte sich der sächsische Staatsminister für Wirtschaft und Arbeit Kajo Schommer für den Erhalt der Reklame ein.